# O Fabuloso Fittipaldi
Pour plus de détails, voir Fiche technique et Distribution.
O Fabuloso Fittipaldi est un film documentaire brésilien réalisé par Héctor Babenco et Roberto Farias, sorti en 1973.

## Synopsis
C'est un documentaire sur le pilote automobile brésilien Emerson Fittipaldi.

## Fiche technique
- Titre français : O Fabuloso Fittipaldi
- Réalisation : Héctor Babenco et Roberto Farias
- Scénario : Héctor Babenco et Roberto Farias
- Musique : Marcos Valle
- Pays d'origine : Brésil
- Format : Couleurs - 35 mm
- Genre : documentaire
- Durée : 99 minutes
- Date de sortie : 1973

## Personnalités apparaissant dans le documentaire
- Emerson Fittipaldi
- Wilson Fittipaldi
- Juse Fittipaldi
- Wilson Fittipaldi Jr.
- Francisco Rosa (en)
- José Carlos Pace
- Dennis Rowland (en)
- Juan Manuel Fangio
- Ronnie Peterson
- François Cevert
- Jean-Pierre Beltoise
- Jorge Dória
- Maria Helena Fittipaldi
- Dennis Hulme
- Jacky Ickx